# Notiobiella paddiae
Notiobiella paddiae là một loài côn trùng trong họ Hemerobiidae thuộc bộ Neuroptera. Loài này được Monserrat miêu tả năm 1984.